# Nomada limata
Nomada limata är en biart som beskrevs av Cresson 1878. Nomada limata ingår i släktet gökbin, och familjen långtungebin.

## Underarter
Arten delas in i följande underarter:
- N. l. limata
- N. l. xanthaspis